# Ocotitlán (Guerrero)
Ocotitlán es una localidad del estado mexicano de Guerrero. Es parte del municipio de Tecoanapa.

## Toponimia
El nombre «Ocotitlán» proviene de los términos en náhuatl: ococuahuitl, ocote; titlan, entre. Su significado es «Lugar entre ocotes».

## Demografía
| Gráfica de evolución demográfica |
|                                  |

| Censo | Población |
| ----- | --------- |
| 1910  | 194       |
| 1921  | 228       |
| 1930  | 216       |
| 1940  | 165       |
| 1950  | 433       |
| 1960  | 564       |
| 1970  | 726       |
| 1980  | 863       |
| 1990  | 1 038     |
| 2000  | 1 304     |
| 2010  | 1 253     |
| 2020  | 1 291     |